# Lea Výbochová
Lea Výbochová (* 16. Oktober 2005) ist eine slowakische Badmintonspielerin.

## Karriere
Nachdem sie bei der slowakischen Meisterschaft 2022 im Einzelwettbewerb die Bronzemedaille gewinnen konnte, sammelte Lea Výbochová ihre ersten internationalen Erfahrungen bei der Juniorenweltmeisterschaft 2022 und trat dort im Einzel, Doppel und Mixed an. Während sie im Einzel die zweite Runde erreichte, schied sie im Doppel mit Olívia Kadlecová und im Mixed mit Richard Pavlík direkt in der ersten Runde aus. Im darauffolgen Jahr nahm sie erneut an der Juniorenweltmeisterschaft teil und wurde dort im Mannschaftswettbewerb eingesetzt. Mit der slowakischen Mannschaft schied sie aber direkt in der ersten Runde gegen Dänemark aus. Am Ende des Jahres konnte sie bei der slowakischen Meisterschaft 2023 gemeinsam mit Johanka Ivanovičová den slowakischen Meistertitel im Damendoppel gewinnen. 2024 konnten sie ihren Titel verteidigen.